# Штольпе-на-Узедоме
Штольпе-на-Узедоме (нем. Stolpe auf Usedom) — община в Германии, в земле Мекленбург-Передняя Померания.
Входит в состав района Восточная Передняя Померания. Подчиняется управлению Узедом-Зюд.  Население составляет 366 человек (на 31 декабря 2010 года). Занимает площадь 14,85 км².